# Gąski (Ostróda)
Gąski (deutsch Gensken) ist ein kleiner Ort in der polnischen Woiwodschaft Ermland-Masuren. Er gehört zur Gmina Ostróda (Landgemeinde Osterode in Ostpreußen) im Powiat Ostródzki (Kreis Osterode in Ostpreußen).

## Geographische Lage
Gąski liegt im Westen der Woiwodschaft Ermland-Masuren, elf Kilometer östlich der Kreisstadt Ostróda (Osterode in Ostpreußen).

## Geschichte
Bei Gensken handelte es sich bis 1945 um eine zum Forst Jablonken (1938 bis 1945 Seehag, polnisch Jabłonka) gehörende Försterei. Sie war ein Wohnplatz innerhalb der Gemeinde Parwolken (polnisch Parwółki) im Kreis Osterode in Ostpreußen.
Mit dem gesamten südlichen Ostpreußen kam Gensken 1945 in Kriegsfolge zu Polen und erhielt die polnische Namensform „Gąski“. Heute gehört die Osada („Siedlung“) zum Schulzenamt (polnisch Sołectwo) Stare Jabłonki (Alt Jablonken, 1938 bis 1945 Altfinken) innerhalb der Gmina Ostróda (Landgemeinde Osterode in Ostpreußen) im Powiat Ostródzki (Kreis Osterode in Ostpreußen), bis 1998 der Woiwodschaft Olsztyn, seither der Woiwodschaft Ermland-Masuren (mit Sitz in Olsztyn (Allenstein)) zugehörig.

## Kirche
Bis 1945 war Gensken in die evangelische Kirche Wittigwalde (polnisch Wigwałd) in der Kirchenprovinz Ostpreußen der Kirche der Altpreußischen Union, außerdem in die römisch-katholische Kirche Osterode (polnisch Ostróda) eingepfarrt.
Heute gehört Gąski katholischerseits zur Pfarrei Stare Jabłonki im Erzbistum Ermland, evangelischerseits zur Kirche Ostróda in der Diözese Masuren der Evangelisch-Augsburgischen Kirche in Polen.

## Verkehr
Nach Gąski führt ein Landweg von Staszkowo (Baarwiese) über Buńki (Bunkenmühle). Die nächste Bahnstation ist Stare Jabłonki an der Bahnstrecke Toruń–Tschernjachowsk (deutsch Thorn–Insterburg).